# جون هاتشينز
جون هاتشينز (بالإنجليزية: John Hutchins)‏ (و. 1812 – 1891 م) هو سياسي، ومحامي أمريكي، كان عضوًا في الحزب الجمهوري، توفي في كليفلاند، أوهايو، عن عمر يناهز 79 عاماً.

## مناصب
تولى منصب عضو مجلس النواب الأمريكي
- عضو مجلس نواب أوهايو

.

## التعليم
تعلم في جامعة كيس وسترن ريسرف
.